# Vulvulinella
Vulvulinella, en ocasiones erróneamente denominado Valvulinella, es un género de foraminífero bentónico considerado un sinónimo posterior de Textularia de la subfamilia Textulariinae, de la familia Textulariidae, de la superfamilia Textularioidea, del suborden Textulariina y del orden Textulariida. Su especie tipo era Textularia milletti. Su rango cronoestratigráfico abarcaba el Holoceno.

## Clasificación
Vulvulinella incluía a las siguientes especies:
- Vulvulinella milletti
- Vulvulinella vara